# Segunda Categoría de Sucumbíos 2018
El Campeonato Provincial de Segunda Categoría de Sucumbíos 2018 fue un torneo de fútbol en Ecuador en el cual compitieron equipos de la provincia de Sucumbíos. El torneo fue organizado por la Asociación de Fútbol No Amateur de Sucumbíos y avalado por la Federación Ecuatoriana de Fútbol. El torneo empezó el 17 de junio. Participaron 4 clubes de fútbol y se entregó un cupo al zonal de la Segunda Categoría 2018 por el ascenso a la Serie B.

## Sistema de campeonato
El sistema determinado por la Asociación de Fútbol No Amateur de Sucumbíos fue el siguiente:
- El Campeonato Provincial de Sucumbíos 2018 se jugó en dos etapas.

- Según lo establecido, se jugó por 4 equipos que se disputaron el ascenso en dos etapas. En total se jugaron 12 fechas que iniciaron el 17 de junio.

- La primera etapa se jugó todos contra todos (6 fechas).

- La segunda etapa se jugó de igual manera que la primera todos contra todos (6 fechas).

- Concluidas las 12 fechas del torneo el primero de la Tabla General clasificó al zonal  de Segunda Categoría 2018 y fue proclamado el campeón.

## Equipos participantes
| Equipos participantes                          | Equipos participantes | Equipos participantes    |
| ---------------------------------------------- | --------------------- | ------------------------ |
|                                                |                       |                          |
| Equipo                                         | Ciudad                | Estadio                  |
| Club Social Cultural y Deportivo Caribe Junior | Lago Agrio            | Carlos Vernaza           |
| Club Social Cultural y Deportivo Chicos Malos  | Lago Agrio            | Carlos Vernaza           |
| Club Deportivo Consejo Provincial              | Lago Agrio            | Carlos Vernaza           |
| Club Deportivo Profesional Oriental            | Shushufindi           | Municipal de Shushufindi |

## Equipos por cantón
| Cantón      | N.º | Equipos                                             |
| ----------- | --- | --------------------------------------------------- |
| Lago Agrio  | 3   | - Caribe Junior - Chicos Malos - Consejo Provincial |
| Shushufindi | 1   | - Deportivo Oriental                                |

## Clasificación
|    | Equipo             | PJ | PG | PE | PP | GF | GC | DG  | PTS |
| -- | ------------------ | -- | -- | -- | -- | -- | -- | --- | --- |
| 1. | Chicos Malos       | 12 | 9  | 1  | 2  | 43 | 10 | +33 | 28  |
| 2. | Deportivo Oriental | 12 | 9  | 1  | 2  | 38 | 14 | +24 | 28  |
| 3. | Caribe Junior      | 12 | 5  | 0  | 7  | 19 | 22 | −3  | 15  |
| 4. | Consejo Provincial | 12 | 0  | 0  | 12 | 3  | 57 | −54 | 0   |

|  | Campeón y clasificado a los zonales de Segunda Categoría 2018 y a la primera fase de la Copa Ecuador 2018-19. |

## Evolución de la clasificación
| Equipo / Jornada   | 01 | 02 | 03 | 04 | 05 | 06 | 07 | 08 | 09 | 10 | 11 | 12 |
| ------------------ | -- | -- | -- | -- | -- | -- | -- | -- | -- | -- | -- | -- |
| Chicos Malos       | 2  | 1  | 1  | 1  | 1  | 1  | 1  | 1  | 1  | 1  | 1  | 1  |
| Deportivo Oriental | 1  | 2  | 3  | 3  | 3  | 2  | 2  | 2  | 2  | 2  | 2  | 2  |
| Caribe Junior      | 3  | 3  | 2  | 2  | 2  | 3  | 3  | 3  | 3  | 3  | 3  | 3  |
| Consejo Provincial | 4  | 4  | 4  | 4  | 4  | 4  | 4  | 4  | 4  | 4  | 4  | 4  |

## Resultados

### Primera vuelta
| Fecha 1            | Fecha 1   | Fecha 1            |
| Equipo Local       | Resultado | Equipo Visitante   |
| ------------------ | --------- | ------------------ |
| Deportivo Oriental | 10 - 0    | Consejo Provincial |
| Caribe J.R.        | 0 - 3     | Chicos Malos       |

| Fecha 2      | Fecha 2   | Fecha 2            |
| Equipo Local | Resultado | Equipo Visitante   |
| ------------ | --------- | ------------------ |
| Chicos Malos | 10 - 0    | Consejo Provincial |
| Caribe J.R.  | 1 - 0     | Deportivo Oriental |

| Fecha 3            | Fecha 3   | Fecha 3            |
| Equipo Local       | Resultado | Equipo Visitante   |
| ------------------ | --------- | ------------------ |
| Chicos Malos       | 4 - 4     | Deportivo Oriental |
| Consejo Provincial | 0 - 4     | Caribe J.R.        |

| Fecha 4            | Fecha 4   | Fecha 4            |
| Equipo Local       | Resultado | Equipo Visitante   |
| ------------------ | --------- | ------------------ |
| Deportivo Oriental | 1 - 2     | Chicos Malos       |
| Caribe J.R.        | 3 - 2     | Consejo Provincial |

| Fecha 5            | Fecha 5   | Fecha 5          |
| Equipo Local       | Resultado | Equipo Visitante |
| ------------------ | --------- | ---------------- |
| Deportivo Oriental | 3 - 2     | Caribe J.R.      |
| Consejo Provincial | 0 - 7     | Chicos Malos     |

| Fecha 6            | Fecha 6   | Fecha 6            |
| Equipo Local       | Resultado | Equipo Visitante   |
| ------------------ | --------- | ------------------ |
| Consejo Provincial | 0 - 3     | Deportivo Oriental |
| Chicos Malos       | 3 - 0     | Caribe J.R.        |

### Segunda vuelta
| Fecha 1            | Fecha 1   | Fecha 1            |
| Equipo Local       | Resultado | Equipo Visitante   |
| ------------------ | --------- | ------------------ |
| Deportivo Oriental | 5 - 1     | Consejo Provincial |
| Caribe J.R.        | 1 - 4     | Chicos Malos       |

| Fecha 2      | Fecha 2   | Fecha 2            |
| Equipo Local | Resultado | Equipo Visitante   |
| ------------ | --------- | ------------------ |
| Chicos Malos | 3 - 0     | Consejo Provincial |
| Caribe J.R.  | 1 - 2     | Deportivo Oriental |

| Fecha 3            | Fecha 3   | Fecha 3            |
| Equipo Local       | Resultado | Equipo Visitante   |
| ------------------ | --------- | ------------------ |
| Chicos Malos       | 1 - 2     | Deportivo Oriental |
| Consejo Provincial | 0 - 3     | Caribe J.R.        |

| Fecha 4            | Fecha 4   | Fecha 4            |
| Equipo Local       | Resultado | Equipo Visitante   |
| ------------------ | --------- | ------------------ |
| Deportivo Oriental | 2 - 1     | Chicos Malos       |
| Caribe J.R.        | 3 - 0     | Consejo Provincial |

| Fecha 5            | Fecha 5   | Fecha 5          |
| Equipo Local       | Resultado | Equipo Visitante |
| ------------------ | --------- | ---------------- |
| Deportivo Oriental | 3 - 1     | Caribe J.R.      |
| Consejo Provicial  | 0 - 3     | Chicos Malos     |

| Fecha 6            | Fecha 6   | Fecha 6            |
| Equipo Local       | Resultado | Equipo Visitante   |
| ------------------ | --------- | ------------------ |
| Consejo Provincial | 0 - 3     | Deportivo Oriental |
| Chicos Malos (C)   | 2 - 0     | Caribe J.R.        |

## Campeón
| |
| |
| Club Social Cultural y Deportivo Chicos Malos 2.° título Clasifica a los zonales de la Segunda Categoría 2018 y a la primera fase de la Copa Ecuador 2018-19. |

## Goleadores
| Jugador              | Equipo             | Goles |
| -------------------- | ------------------ | ----- |
| 1. Heinerth Caicedo  | Chicos Malos       | 4     |
| 2. William Muñoz     | Chicos Malos       | 4     |
| 3. Kleber Guaman     | Deportivo Oriental | 3     |
| 4. Leyder Avellaneda | Deportivo Oriental | 3     |